# Internationaux de Strasbourg 2020
L'Internationaux de Strasbourg 2020 è stato un torneo femminile di tennis giocato sulla terra rossa. È stata la 34ª edizione del torneo che fa parte della categoria International nell'ambito del WTA Tour 2020. Si è giocato al Tennis-Club de Strasbourg di Strasburgo, in Francia, dal 20 al 26 settembre 2020.
Il torneo, inizialmente previsto per fine maggio, è stato spostato a fine settembre a causa della pandemia di COVID-19.

## Partecipanti
| Nazionalità | Giocatrice             | Ranking* | Testa di serie |
| ----------- | ---------------------- | -------- | -------------- |
| Rep. Ceca   | Karolína Plíšková      | 4        | 1              |
| Ucraina     | Elina Svitolina        | 6        | 2              |
| Paesi Bassi | Kiki Bertens           | 8        | 3              |
| Bielorussia | Aryna Sabalenka        | 12       | 4              |
| Kazakistan  | Elena Rybakina         | 18       | 5              |
| Stati Uniti | Amanda Anisimova       | 27       | 6              |
| Russia      | Ekaterina Aleksandrova | 31       | 7              |
| Stati Uniti | Sloane Stephens        | 33       | 8              |

* Ranking al 14 settembre 2020.

### Altre partecipanti
Le seguenti giocatrici hanno ricevuto una wild card per il tabellone principale:
- Kiki Bertens
- Clara Burel
- Pauline Parmentier

La seguente giocatrice ha avuto accesso al tabellone principale grazie al ranking protetto:
- Kateryna Bondarenko

Le seguenti giocatrici sono passate dalle qualificazioni:

- Christina McHale
- Greet Minnen
- Ellen Perez
- Zhang Shuai

Le seguenti giocatrici sono entrate in tabellone come lucky loser:
- Myrtille Georges
- Storm Sanders

### Ritiri
Prima del torneo
- Jennifer Brady → sostituita da  Polona Hercog
- Julia Görges → sostituita da  Alison Van Uytvanck
- Sofia Kenin → sostituita da  Alizé Cornet
- Anett Kontaveit → sostituita da  Kateřina Siniaková
- Veronika Kudermetova → sostituita da  Lauren Davis
- Karolína Plíšková → sostituita da  Kateryna Bondarenko
- Julija Putinceva → sostituita da  Anna Blinkova
- Alison Riske → sostituita da  Jil Teichmann
- Anastasija Sevastova → sostituita da  Ajla Tomljanović
- Barbora Strýcová → sostituita da  Myrtille Georges
- Markéta Vondroušová → sostituita da  Zarina Dijas
- Zheng Saisai → sostituita da  Storm Sanders

Durante il torneo
- Kiki Bertens

## Punti e montepremi
| Torneo              | V       | F       | SF     | QF     | 2T     | 1T     | Q    | Q1     |
| Singolare           | 280     | 180     | 110    | 60     | 30     | 1      | 18   | 1      |
| Premi in denaro (€) | €20 161 | €11 290 | €6 214 | €4 153 | €3 347 | €2 621 | N.D. | €1 613 |
| Doppio              | 280     | 180     | 110    | 60     | N.D.   | 1      | N.D. | N.D.   |
| Premi in denaro (€) | €7 528  | €4 032  | €2 524 | €1 588 | N.D.   | €1 250 | N.D. | N.D.   |

## Campionesse

### Singolare
Elina Svitolina ha sconfitto in finale  Elena Rybakina con il punteggio di 6-4, 1-6, 6-2.
- È il quindicesimo titolo in carriera per Svitolina, secondo della stagione.

### Doppio
Nicole Melichar /  Demi Schuurs hanno sconfitto in finale  Hayley Carter /  Luisa Stefani con il punteggio di 6-4, 6-3.